# Pesten i London
Den store pest i London (1665-1666) var et omfattende udbrud af sygdommen i England, som i London dræbte mellem 75,000 og 100,000 – op til en femtedel af byens indbyggere. Sygdommen menes at have været byldepest, en infektion med bakterien Yersinia pestis overført med en rotte-vektor. Andre symptomer på byldepest som septisk pest og lungepest var også til stede.
Epidemien var langt mindre end den tidligere "sorte død", et smitsomt udbrud af sygdommen i Europa mellem 1347 og 1353, men blev husket som den "store" pest, da den var et af sidste større udbrud af pest i Europa.

## Udbrud
Pesten menes at være kommet til Storbritannien med hollandske handelsskibe med bomuldsballer fra Amsterdam. Sygdommen var sporadisk i udbrud i Holland efter 1654. Dokområderne uden for London, hvor fattige arbejdere var stuvet sammen i misligeholdte bydele (som sognet St. Giles-in-the Fields), blev først ramt af pesten. I vinteren 1664-65 var der flere dødsfald. Vinteren var meget kold og holdt smitten i ave. Men forårs- og sommermånederne var usædvanligt varme og solrige, og pesten spredte sig hurtigt. Optegnelser over dødsfald blandt de meget fattige er ikke bevaret. Det først registrerede offer for pesten er Margaret Porteous, der døde den 12. april 1665.
I juli 1665 nåede pesten til selve London. Kong Karl 2. af England, hans familie og hoffet flyttede til Oxford. Men byens Lord Mayor og hans rådmænd blev på deres post. Virksomheder lukkede, da de fleste velhavende købmænd og faglærte forlod byen. Kun et lille antal gejstlige, læger og apotekere blev, mens pesten rasede i løbet af sommeren. Pestlæger gik gennem gaderne og stillede diagnoser, selv om mange af dem ikke var rigtige læger.
Offentlig sygehjælp.
Læger blev ansat af byens embedsmænd, og begravelseshold blev omhyggeligt organiseret. Myndighederne beordrede, at der skulle brænde bål nat og dag, i det håb at luften blev renset. Stoffer, der afgav stærke lugte, som peber, humle og røgelse blev også afbrændt for at forhindre infektioner. Indbyggerne i London, også små børn, blev kraftigt opfordret til at ryge tobak.
Pesten var koncentreret i London, men også andre dele af landet var berørt. Det måske berømteste eksempel var landsbyen Eyam i Derbyshire. Smitten kom i en pakke med stof fra London. Landsbyboerne satte sig selv i karantæne for at forhindre sygdommen i at sprede sig. Pesten spredte sig kun langsomt til omegnen, mens halvdelen af Eyams indbyggerne døde.
Optegnelser oplyser at dødstallet i London kom op på 1.000 om ugen, så 2.000 om ugen. I september 1665 nåede tallet op på 7.000. Sidst på efteråret begyndte dødstallet at falde. Først i februar 1666 var det sikkert for kongen og hans følge at vende tilbage til byen. På det tidspunkt havde handelen med det europæiske kontinent spredt pestsmitten til Frankrig, hvor den ebbede ud den følgende vinter.
Pesttilfældene fortsatte i moderat tempo til september 1666. Den 2. og 3. september ødelagde den store brand i London mange af byens mest befolkede beboelses- og forretningskvarterer. Branden synes at have stoppet pestudbruddet effektivt, måske fordi Londons rotter og deres pestbærende lopper blev ofre for flammerne. Efter branden blev byen genopført med bredere gader og kloak- og afløbssystemer. Stråtage (der havde været et yndet levested for rotterne) blev forbudt inden for byen og kræver den dag i dag særlig tilladelse.